# Municipio de Prairie (condado de St. Francis)
El municipio de Prairie (en inglés: Prairie Township) es un municipio ubicado en el condado de St. Francis en el estado estadounidense de Arkansas. En el año 2010 tenía una población de 1197 habitantes y una densidad poblacional de 14,53 personas por km².

## Geografía
El municipio de Prairie se encuentra ubicado en las coordenadas 34°57′27″N 90°54′1″O / 34.95750, -90.90028. Según la Oficina del Censo de los Estados Unidos, el municipio tiene una superficie total de 82.36 km², de la cual 82,29 km² corresponden a tierra firme y (0,09 %) 0,08 km² es agua.

## Demografía
Según el censo de 2010, había 1197 personas residiendo en el municipio de Prairie. La densidad de población era de 14,53 hab./km². De los 1197 habitantes, el municipio de Prairie estaba compuesto por el 70,84 % blancos, el 27,15 % eran afroamericanos, el 0,42 % eran amerindios, el 0,08 % eran asiáticos, el 0,17 % eran de otras razas y el 1,34 % eran de una mezcla de razas. Del total de la población el 0,42 % eran hispanos o latinos de cualquier raza.